# Célestin Gavoty
Pour les articles homonymes, voir Gavoty.
Célestin André Vincent Gavoty, né le 22 janvier 1772 à Toulon (Var) et mort le 17 avril 1856 à Marseille, est un général français.

## Biographie
Sous-lieutenant de remplacement le 18 juillet 1785, il devint sous-lieutenant titulaire le 1er juillet 1787 dans le 26 bataillon d'infanterie légère.
Lieutenant le 15 septembre 1791, et capitaine le 1er juin 1792, il fit les campagnes de 1792 à l'an IX, aux armées des Alpes et d'Italie, et à Malte.
Adjoint aux adjudants-généraux le 28 brumaire an II, il fut chargé, le 28 frimaire suivant, par le commandant de l'avant-garde, de diriger la colonne qui devait traverser les barricades, enlever tous les postes sur la route et attaquer le camp des Piémontais, établi, sur le plateau du village de Cambus.
Cette expédition, conduite avec vigueur, réussit complètement, et quoique blessé au côté gauche, et ayant eu un cheval tué sous lui, le capitaine Gavoty ne continua pas moins de marcher à la tête des bataillons de l'Aude et de l'Isère, avec lequel il s'empara du camp ennemi après avoir fait une centaine de prisonniers.
Aide-de-camp du général Vaubois le 30 floréal an IV, il prit part en cette qualité à l'expédition de Livourne au mois de messidor suivant, et se trouva à la bataille de Roveredo et à la prise du camp retranché de Mori le 18 fructidor de la même année, au combat de Saint-Michel le 12 brumaire an V, ainsi qu'à la bataille de Rivoli.
Après le traité de Léoben, il accompagna le général Vaubois en Corse, où il était envoyé pour soumettre les rebelles, et au mois de pluviôse an V il fit partie de l'expédition d'Égypte.
Prisonnier des Anglais le 18 fructidor an VIII, il fut échangé peu de temps après; fut promu chef de bataillon aide-de-camp le 4 brumaire an IX; employé comme adjoint à l'état-major de la 8e division militaire le 21 frimaire suivant, on le plaça le 30 vendémiaire an X à la suite de la 12e demi-brigade d'infanterie légère, où il devint chef de bataillon titulaire le 7 ventôse an XI.

Major au 3e régiment d'infanterie légère le 30 frimaire an XII, et membre de la Légion d'honneur le 4 germinal suivant, il fit les campagnes de l'an XIV à 1806 à l'armée d'Italie, et celles de 1807 à 1808 à la Grande Armée.
Colonel de la 15e demi-brigade de réserve le 31 mars 1809, il fit la guerre dans le Tyrol pendant cette même année, et passa ensuite à l'armée d'Espagne, où il servit pendant les années 1810 et 1811.
Colonel titulaire du 31e régiment d'infanterie légère le 8 décembre 1810, il obtint sa retraite le 26 août 1811, et le même jour la décoration d'officier de la Légion d'honneur.
Après l'abdication de l'Empereur, le colonel Gavoty qui commandait une des légions de la garde nationale de Marseille, fut nommé chevalier de Saint-Louis le 5 novembre 1814, et le 9 du même mois maréchal de camp honoraire.
Le rétablissement de sa santé lui permettant de reprendre du service actif, il prit de l'emploi à l'armée royale du Midi par décision du duc d'Angoulême du 19 mars 1815, et par ordonnance du 22 novembre suivant le roi le nomma maréchal de camp titulaire.
Employé en cette qualité dans le département de la Corrèze le 21 janvier 1816, il passa dans celui du Calvados le 26 juin de la même année, et reçut le commandement de l'École militaire de la Flèche le 9 avril 1817.
Inspecteur d'infanterie les 10 février et 16 juin 1819, et appelé au commandement, de la 3e subdivision (Vaucluse) de la 8e division militaire le 21 avril 1820, il passa à celui de la subdivision (Bouches-du-Rhône) dans le courant de 1824, et reçut la croix de commandeur de la Légion d'honneur le 29 octobre 1828.
Compris dans le cadre de réserve de l'état-major général de l'armée par décision du 12 mars 1831, on l'admit à la retraite le 1er mars 1834.

## Source
« Célestin Gavoty », dans Charles Mullié, Biographie des célébrités militaires des armées de terre et de mer de 1789 à 1850, 1852 [détail de l’édition]